# Перзика (Бјела)
Перзика је насеље у Италији у округу Бијела, региону Пијемонт.
Према процени из 2011. у насељу је живело 11 становника. Насеље се налази на надморској висини од 589 м.